# Thommy Krawallo
Thommy Krawallo (* 1964 als Thomas Harendt) ist ein deutscher Musiker, Musikproduzent und Inhaber eines Labels. Er betreibt das Kabumm-Studio in Golzow.

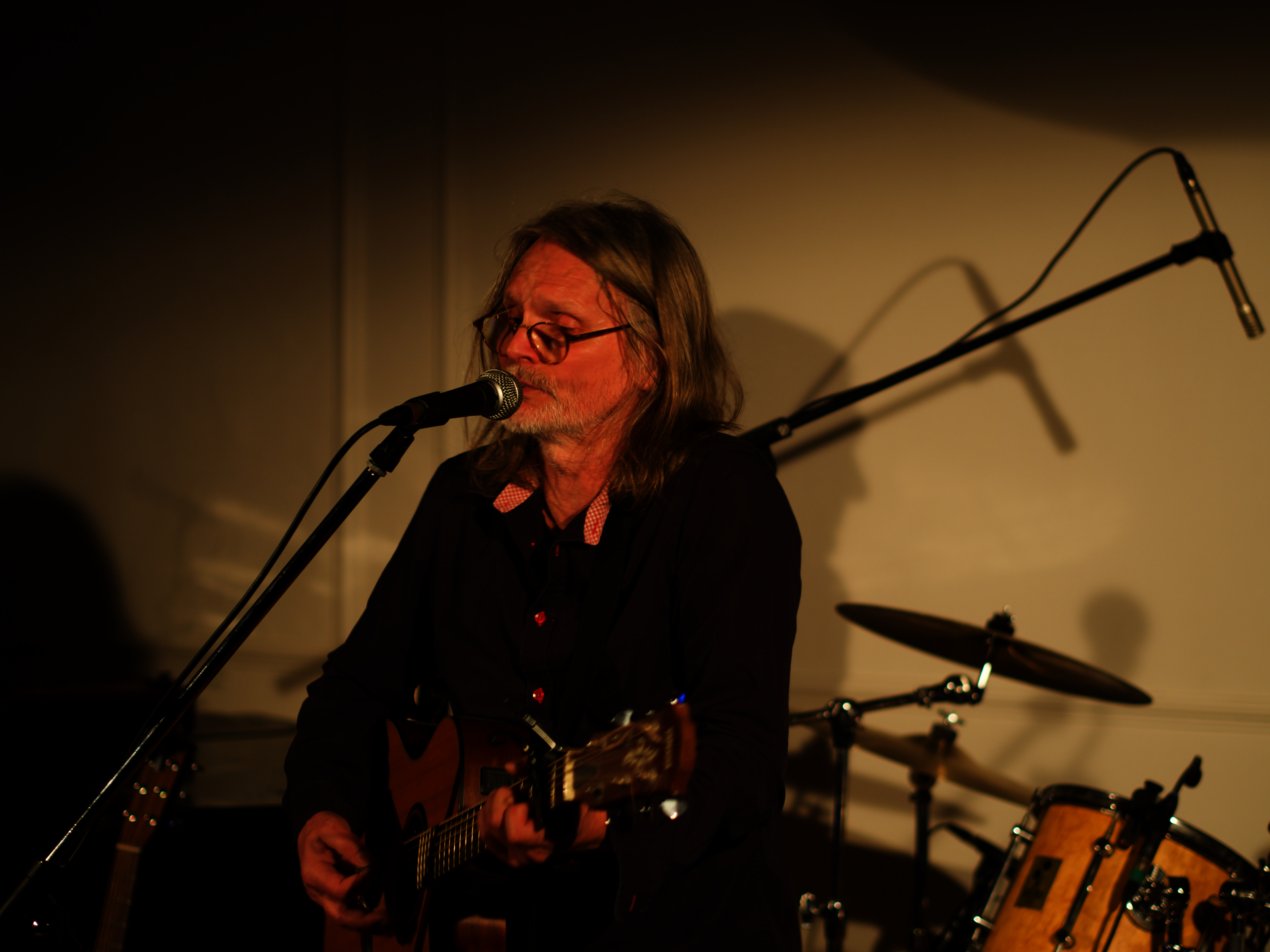
Thommy Krawallo beim Record Release Konzert 2022

## Leben
Thommy Krawallo ist Musiker der Begleitband des deutschen Liedermachers Hans-Eckart Wenzel und produzierte darüber hinaus mehrere seiner Alben. Im Jahr 2015 verlegte er sein Studio wegen der besseren Arbeitsbedingungen von Berlin-Mitte ins brandenburgische Golzow. Weitere Produktionen, die er wahlweise als Studiotechniker oder als Produzent realisierte, fanden unter anderem mit Künstlern wie Dota, Felix Meyer, Baby Universal, Pankow, Engerling, Hansi Biebl, Barbara Thalheim, Corvus Corax und Manfred Maurenbrecher statt. Sein erstes eigenes Album veröffentlichte er im Jahr 2022 unter dem Titel "Irreversibel".

## Musikproduktionen
- 2004: Stefan Dohanetz & Bando (10) – Camilla Pieck
- 2007: Wenzel* – Glaubt Nie, Was Ich Singe
- 2008: Kiki Bohemia – All The Beautiful
- 2009: Wenzel* – König Von Honolulu
- 2010: Conny Ochs – Raw Love Songs
- 2012: Wino (2) & Conny Ochs – Heavy Kingdom/ Latitudes
- 2013: Baby Universal – Crystal Clear
- 2014: Cora Lee (2) – Bad Boys I Love You
- 2014: Gankino Circus – Franconias Boogaloo
- 2016: Felix Meyer & Project Ile – Fass Euch Ein Herz
- 2018: Hans-Eckardt Wenzel – Wo Liegt Das Ende Dieser Welt
- 2019: Felix Meyer & Project Ile – Die Im Dunkeln Hört Man Doch
- 2019: Erik Manouz – Auszeit im Irgendwo
- 2020: S-cape – Raceday
- 2020: Emma Helene – Die Welt ist ein Zirkus
- 2021: Hans-Eckardt Wenzel – Das Allerschönste noch nicht gesehen
- 2021: Barbara Thalheim – Novemberblues
- 2022: Thommy Krawallo – Irreversibel